# Vouziers
Vouziers is een stad en gemeente in het Franse departement Ardennes in de regio Grand Est. De gemeente telde 3.862 inwoners op 1 januari 2022. De stad ligt aan de Aisne.
Vouziers is zetel van de onderprefectuur van het departement. Ook is het de hoofdplaats van het arrondissement Vouziers en van de Communauté de Communes de l'Argonne Ardennaise, een samenwerkingsverband van 100 gemeenten in de streek Ardense Argonne.

## Geschiedenis

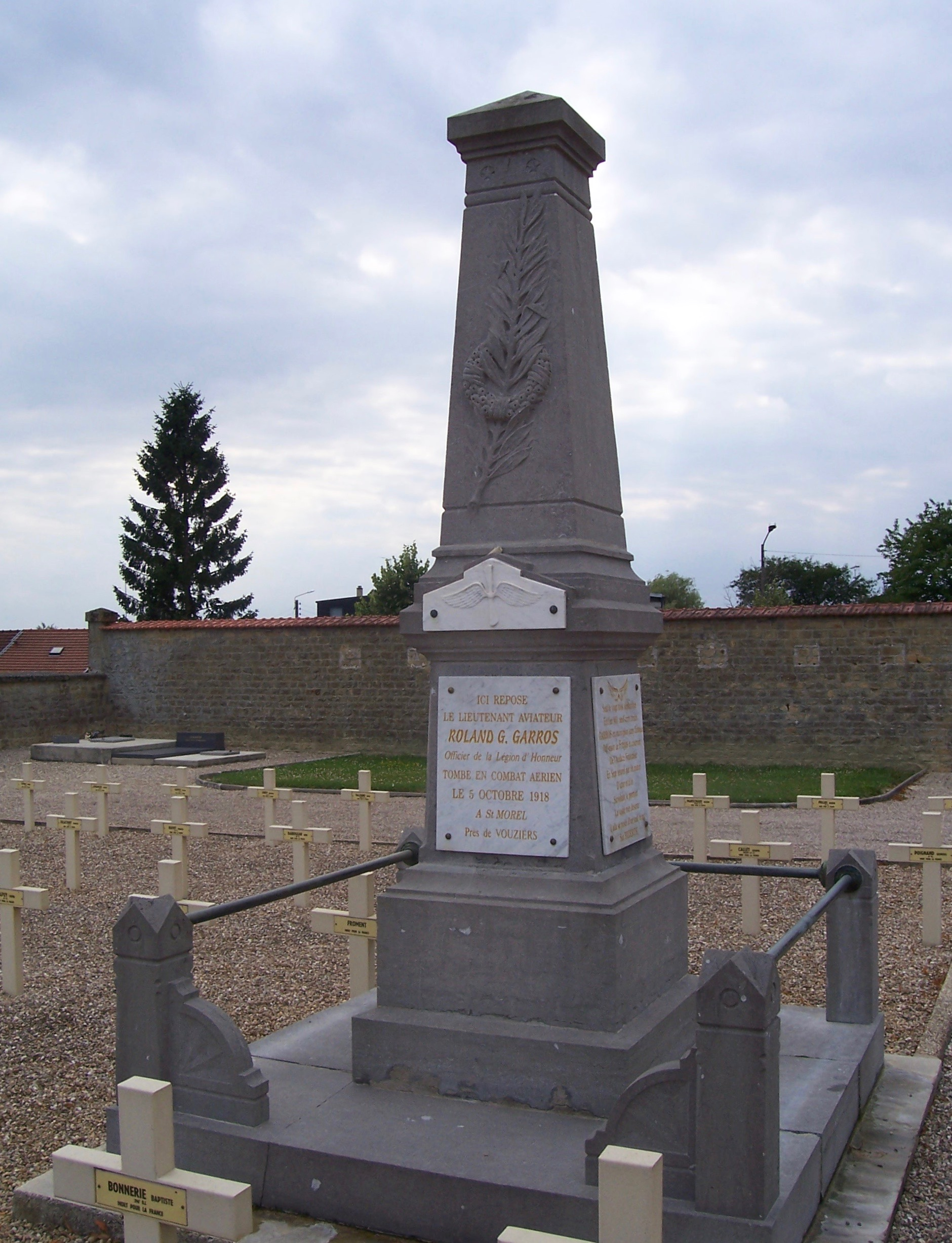
Het graf van Roland Garros

De naam Vouziers werd voor het eerst genoemd in 1140. Het was toen een gehucht van drie boerderijen. In de Middeleeuwen was de stad een belangrijk landbouwcentrum. In 1516 kreeg de stad van koning Frans I markt- en jaarbeursrechten, waardoor zij tot bloei kon komen. De kerk Saint-Maurille heeft een renaissanceportaal uit ongeveer 1540.
Op het kerkhof van Vouziers bevindt zich het graf van Roland Garros, die aan het einde van de Eerste Wereldoorlog omkwam bij een luchtgevecht bij Saint-Morel, een aantal kilometer ten zuiden van Vouziers. Hier zijn de graven van 74 Franse militairen, 73 Russische en een Roemeense uit de Eerste Wereldoorlog. Op de Duitse begraafplaats ernaast zijn 4.860 graven, doden uit de Duitse militaire hospitalen. Vouziers werd in 1918 voor 80% verwoest. Ook in de Tweede Wereldoorlog was er veel oorlogsschade.
Op 1 maart 1961 werd Condé-lès-Vouziers opgenomen in de gemeente en op 1 april 1964 volgde Chestres. Op 1 januari 1971 ging ook Blaise in de gemeente met de status van commune associée. Op 1 juni 2016 fuseerden Terron-sur-Aisne en Vrizy met Vouziers tot een commune nouvelle die ook de naam Vouziers kreeg. Blaise verloor hierbij de status van commune associée en de fusiegemeenten kregen de status van commune déléguée. Op 13 februari 2020 kreeg Blaise ook de status van commune déléguée.

## Geografie
De oppervlakte van Vouziers bedroeg op 1 januari 2022 42,48 vierkante kilometer; de bevolkingsdichtheid was toen 90,9 inwoners per km².
De Aisne stroomt door de gemeente.
Terron-sur-Aisne ligt in het noordoosten van de gemeente, op de oostelijke oever van de Aisne. Op de westelijke oever van de Aisne liggen van noord naar zuid: Vrizy, Condé-lès-Vouziers en Vouziers. Westelijk van Vouziers aan de D946 ligt Blaise. In het zuidoosten van de gemeente, op de oostelijke oever van de Aisne, liggen de gehuchten Bobo en Lansquinet.
De onderstaande kaart toont de ligging van Vouziers met de belangrijkste infrastructuur en aangrenzende gemeenten.

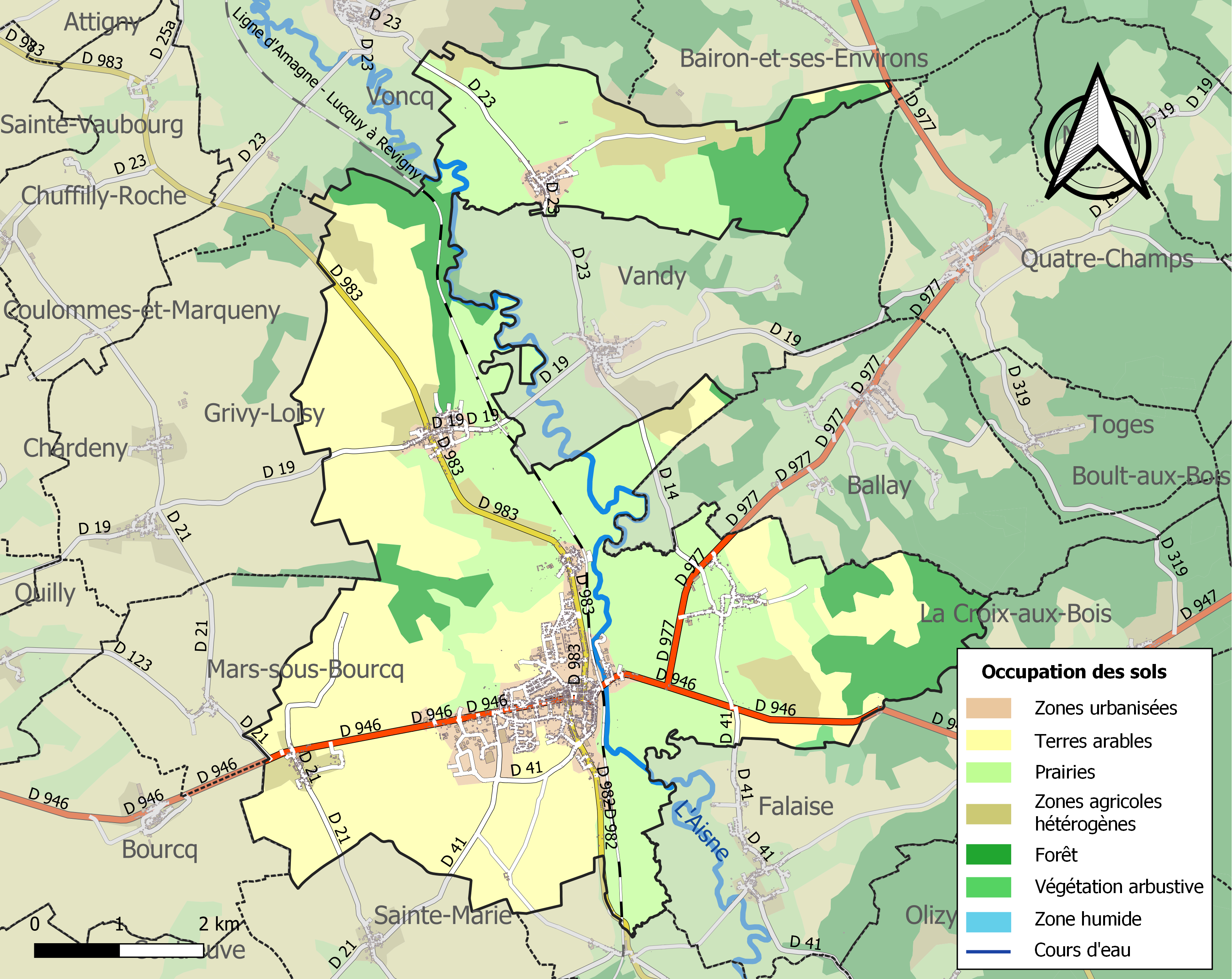

## Geboren in Vouziers
- Hippolyte Taine (1828–1893), filosoof en historicus
- Georges Bourdon (1868–1938), journalist
- Lucien Niverd (1879–1967), componist, muziekpedagoog en muzikant
- Albert Caquot (1881–1976), architect
- Paul Drouot (1886–1915), schrijver en dichter
- Jean Robic (1921–1980), wielrenner